# Westvlees
Westvlees is een Belgisch vleesverwerkend en exporterend bedrijf in het West-Vlaamse dorp Westrozebeke. Westvlees verwerkt anno 2019 jaarlijks 1,4 miljoen varkens tot 140.000 ton varkensvlees en exporteert naar meer dan 50 landen.
Het bedrijf kwam in augustus 2020 in het nieuws door een uitbraak van COVID-19 in de snijafdeling.
Vanaf februari 2024 kon Westvlees na zes jaar weer varkensvlees exporteren naar China. Dit na opheffen van een Chinees importverbod naar aanleiding van het opduiken van de Amerikaanse varkenspest in Wallonië in 2018.